# Аланде (річка)
А́ланде (латис. Ālande) — річка в Латвії. Бере початок на межі Павілостського і Гробіньського країв. Протікає через озеро Ташу. Впадає до Лієпайського озера. На берегах річки розташоване місто Гробіня. Води річки використовуються на Лієпайському металургійному заводі. Довжина — 24 км. Найбільша глибина — 17 м. Площа басейну — 	241 км². Стара німецька назва — А́ланд (нім. Aland).

## Назва
- А́ланде (латис. Ālande) — сучасна латиська назва.
- А́ланд, або А́лянд (нім. Aland, Ahland) — стара німецька назва.

## Цікаві факти
- 1560 року курляндський герцог Готтгард Кеттлер наловив у річці Аланде так багато риби, що на радощах дав сусідньому містечку Гробін герб із коронованою рибою.